# البيحاني (سباح)

تعديل مصدري - تعديل

البيحاني هي إحدى قرى عزلة سباح بمديرية سباح التابعة لمحافظة أبين، بلغ تعداد سكانها 135 نسمة حسب تعداد اليمن لعام 2004.